# Diastème (zoologie)
Pour l’article homonyme, voir Diastème (homonymie).
Le diastème est un grand espace entre les incisives et les dents jugales, caractéristique chez les artiodactyles, les rongeurs et les lagomorphes, entre autres.